# High Accuracy Radial Velocity Planet Searcher

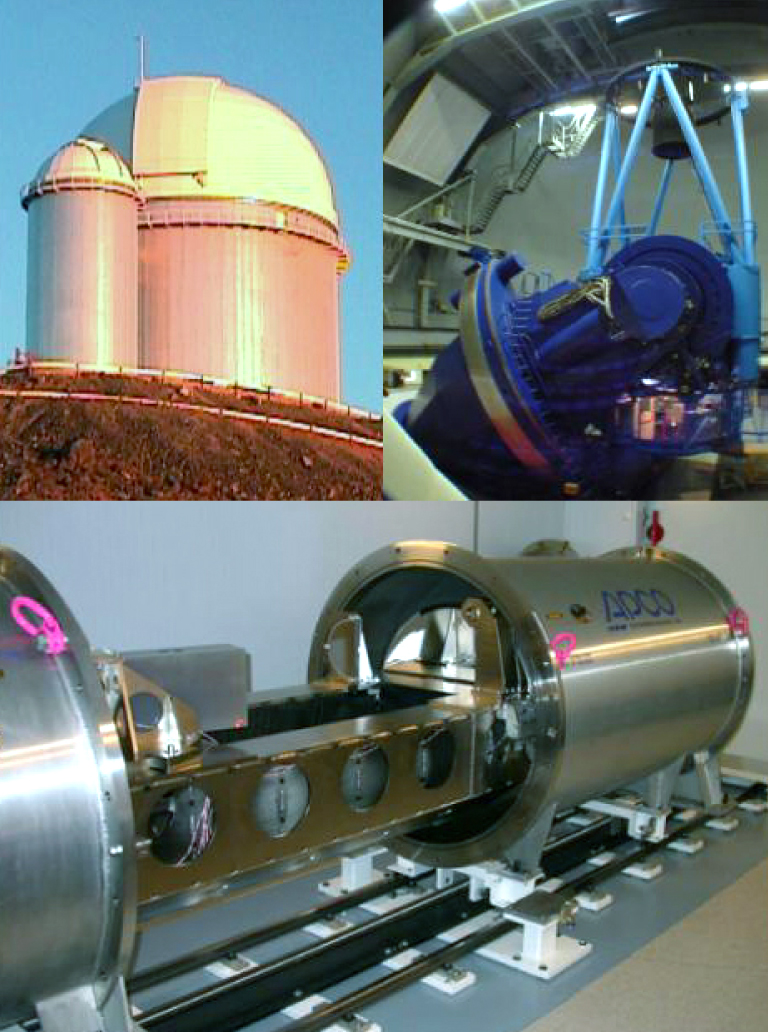
Bilder des HARPS-Instruments (unten) und des 3,6-Meter-Teleskops der ESO (oben rechts; oben links die Teleskop-Kuppel).

HARPS (High Accuracy Radial Velocity Planet Searcher) ist ein Échelle-Spektrograf für das 3,6-Meter-Teleskop der ESO am La-Silla-Observatorium in Chile. Er dient der hochpräzisen Messung der Radialgeschwindigkeit von Sternen und damit der Entdeckung von Exoplaneten. Mit einer Genauigkeit von ca. 1 m/s ist HARPS eines der genauesten Instrumente für diesen Zweck. HARPS wurde von einem Konsortium unter Führung der Sternwarte Genf entwickelt und 2002 auf La Silla installiert; erste Messungen erfolgten im Jahr 2003. Das Schwesterinstrument HARPS-N für den Nordhimmel ging 2012 am Telescopio Nazionale Galileo in Betrieb.

## Entdeckungen

Sterne „taumeln“, wenn Planeten sie umkreisen. HARPS misst diese Taumelbewegung und kann so Exoplaneten finden

HARPS war bis zum Start der Kepler-Mission eines der erfolgreichsten Instrumente bei der Suche nach Exoplaneten mit über 60 entdeckten Exoplaneten bis ins Jahr 2009. Auch im Jahre 2018 wurden mithilfe des Instruments weiterhin neue Planeten gefunden und so ist die Anzahl gefundener Exoplaneten mittlerweile auf etwa 150 gestiegen. Der Spektrograf gehört nach wie vor zu den erfolgreichsten Instrumenten bei der Suche nach Exoplaneten mittels Radialgeschwindigkeitsmethode.
Viele in der Presse erwähnte spektakuläre Exoplaneten wie Gliese 667 Cc, Ross 128 b oder die Gliese 581-Planeten wurden mit dem HARPS-Spektrografen entdeckt. Auch beim lange Zeit als System mit den meisten Exoplaneten bekannten Stern HD 10180 wurden die meisten Begleiter mithilfe von HARPS entdeckt. Mit dem Schwesterinstrument HARPS-N konnten auf der Nordhalbkugel über 10 Exoplaneten entdeckt werden.

### Kontroversen
Einige HARPS-Entdeckungsmeldungen wurden später aufgrund der Datenqualität angezweifelt, oder weil möglicherweise durch die Zentralsterne verursachte Störungen ungenügend berücksichtigt seien. Dazu gehören die unbestätigten Alpha Centauri Bb, Gliese 581 d und auch einige Planeten des Gliese 667 C-Systems. Viele davon gelten heute (2020) als kontrovers bis widerlegt.

### Auswahl von mit Hilfe von Daten von HARPS entdeckten Exoplaneten
| Planet           | Datum der Bekanntgabe | Kommentar                    |
| ---------------- | --------------------- | ---------------------------- |
| HD 330075 b      | 10. Februar 2004      |                              |
| My Arae c        | 25. August 2004       |                              |
| HD 2638 b        | 22. März 2005         |                              |
| HD 27894 b       | 22. März 2005         |                              |
| HD 63454 b       | 22. März 2005         |                              |
| HD 93083 b       | 30. März 2005         |                              |
| HD 101930 b      | 30. März 2005         |                              |
| Gliese 581 b     | 8. September 2005     |                              |
| HD 4308 b        | 12. Oktober 2005      |                              |
| HD 212301 b      | 25. Januar 2006       |                              |
| HD 69830 b       | 18. Mai 2006          |                              |
| HD 69830 c       | 18. Mai 2006          |                              |
| HD 69830 d       | 18. Mai 2006          |                              |
| My Arae d        | 14./18. August 2006   |                              |
| Gliese 674 b     | 2. April 2007         |                              |
| HD 100777 b      | 6. April 2007         |                              |
| HD 190647 b      | 6. April 2007         |                              |
| HD 221287 b      | 6. April 2007         |                              |
| Gliese 581 c     | 23. April 2007        |                              |
| HD 171028 b      | 7. August 2007        |                              |
| HD 40307 b       | 27. Juni 2008         |                              |
| HD 40307 c       | 27. Juni 2008         |                              |
| HD 40307 d       | 27. Juni 2008         |                              |
| Gliese 176 b     | 4. September 2008     |                              |
| Gliese 581 e     | 21. April 2009        |                              |
| HD 10180 c bis h | 23. November 2010     |                              |
| Gliese 667 Cc    | 21. November 2011     | befindet sich wohl in der HZ |
| Gliese 163 b     | 6. September 2012     |                              |
| Gliese 163 c     | 6. September 2012     | befindet sich wohl in der HZ |
| Gliese 667 Ce    | 2013                  |                              |
| Gliese 667 Cf    | 2013                  |                              |
| Gliese 667 Cg    | 2013                  |                              |
| Wolf 1061 b      | 2015                  |                              |
| Wolf 1061 c      | 2015                  | befindet sich wohl in der HZ |
| Wolf 1061 d      | 2015                  |                              |
| Ross 128 b       | 2017                  | befindet sich wohl in der HZ |